# 颱風奧菲莉亞
颱風奧菲莉亞（英語：Typhoon Ofelia，菲律賓大氣地球物理和天文服務管理局：Bising）為1990年太平洋颱風季的熱帶氣旋之一。

## 氣象歷史
奧菲莉亞於菲律賓中部群島東南東方海面形成後以西北轉北北西方向行進，於6月23日13時06分在台灣花蓮縣花蓮市南方附近登陸，而由桃園縣大園鄉出海後朝北進入東海，並於6月24日凌晨登陸中國浙江溫州市蒼南縣沿浦鎮，台灣東部地區有嚴重災情，以花蓮縣受災最為嚴重。花蓮縣死亡19人，失蹤25人，房屋全倒21間，半倒6間，造成超過30億元的財物損失，另外花蓮縣秀林鄉銅門村12、3鄰因為山洪暴漲的關係导致土石流掩埋，造成原住民10人死亡，25人失蹤，房屋25戶全倒、11戶半倒。據臺灣省政府農林廳的統計，這次颱風造成臺灣農田流失15.78公頃，埋沒26.37公頃，海水倒灌100公頃，對農漁牧業造成的損失約有12億3千萬元。除此之外，臺鐵山線因為大甲溪鐵橋被颱風弄得傾斜而一度停駛。

## 影響

### 台灣
- 當地評定巔峰強度分級：（CWB）
- 當地評定最大持續風速：38每秒（74節；140每小時）（一分鐘）
- 當地發布之颱風警報：海上陸上颱風警報

## 熱帶氣旋警告使用記錄

### 臺灣
| 中央氣象局 颱風警報 | 中央氣象局 颱風警報 | 中央氣象局 颱風警報 |
| ------------------- | ------------------- | ------------------- |
| 上一熱帶氣旋        | 海上颱風警報        | 下一熱帶氣旋        |
| 中度颱風瑪麗安      | 海上颱風警報        | 強烈颱風波西        |
| 中度颱風瑪麗安      | 陸上颱風警報        | 中度颱風楊希        |

## 外部連結
- . 國立情報學研究所. （英文）